# Führungstechnik
Als Führungstechnik wird in der Managementlehre und Personalführung eine bestimmte Methodik von Führungskräften zur Menschenführung bezeichnet.

## Allgemeines
Management dient dazu, die wirtschaftliche und soziale Effizienz der Unternehmensprozesse zu gewährleisten. Menschenführung ist jede zielbezogene, interpersonelle Verhaltensbeeinflussung mit Hilfe von Kommunikationsprozessen. Führungstechniken sind Vorgehensweisen und Maßnahmen der Personalführung in Personenvereinigungen (Unternehmen, Behörden, Ministerien) zur Verwirklichung vorgegebener Ziele (Unternehmensziele, Staatsziele), der Gestaltung der Führungssituation und der Behandlung der Mitarbeiter.
Führungstechniken sind Instrumente und Methoden formalorganisatorischer und sozialpsychologischer Art, die zur Verwirklichung eines Führungsstils eingesetzt werden können. Den vorgegebenen Zielen werden die korrespondierenden Führungsziele der Manager untergeordnet, die diese mit Hilfe von Führungstechniken zu erreichen versuchen.

## Inhalt
Führungstechniken beziehen sich auf:
- Formen der Weisungen,
- Durchführung der Kontrollen,
- Einsatz von Lob und Tadel,
- Entscheidungsvorbereitung,
- Behandlung von Beschwerden,
- Information der Mitarbeiter und
- Delegation von Aufgaben, Kompetenzen und Verantwortung.

Es handelt sich hierbei um Führungsaufgaben, die im Rahmen der Führungsziele zu erfüllen sind.

## „Management by“-Techniken
„Management by“-Techniken beruhen nicht auf wissenschaftlichen Erkenntnissen, sondern aus den Erfahrungswerten der Manager. Sie bilden den Kern der Führungstechniken und gehören zum Wesen und Inhalt einer modernen Unternehmensführung. Es gibt eine Vielzahl dieser Führungstechniken, von denen die wichtigsten erwähnt werden.
| Führungstechnik             | wesentliches Merkmal                                                                                     |
| --------------------------- | --- |
| Management by Delegation    | Delegation von Aufgaben, Kompetenzen und Verantwortung                                                   |
| Management by Exception     | Entscheidungen werden nur für Ausnahmefälle getroffen                                                    |
| Management by Motivation    | Schwerpunkt liegt auf der Arbeitsmotivation                                                              |
| Management by Objectives    | im Mittelpunkt stehen Zielvorgaben für Leistungsziele                                                    |
| Management by Participation | im Vordergrund steht die Partizipation (Teilhabe) der Mitarbeiter am Entscheidungs- und Geschäftsprozess |
| Management by Results       | Kern ist das vorgegebene Arbeitsergebnis                                                                 |

Im Regelfall steht bei jeder Führungstechnik lediglich ein Merkmal des Führungsprozesses im Vordergrund.
Die folgenden Führungstechniken werden in der Fachliteratur ausgiebig gewürdigt:

### Management by Decision Rules
Das Management by Decision Rules (deutsch „Führung anhand von Entscheidungsregeln“) beruht auf der Delegation von Entscheidungsaufgaben. Dabei werden den Entscheidungsträgern genaue Regeln vorgegeben, nach denen diese Entscheidungen getroffen werden müssen. Diese Regeln dienen hauptsächlich der Lösung von Koordinationsproblemen, die entstehen, wenn mehrere Personen am Entscheidungsprozess beteiligt sind (Partialmodell). Dem Mitarbeiter wird vorgegeben, wie er beim Eintritt bestimmter Ereignisse zu entscheiden hat.

### Management by Delegation
Das Management by Delegation (deutsch „Führung durch Delegation“) ist dadurch gekennzeichnet, dass Aufgaben, Kompetenzen und Verantwortung auf untergeordnete Stellen übertragen werden. Das beginnt bereits bei der Unternehmensführung, die sich konstitutive Entscheidungen vorbehält und operative Entscheidungen auf nachgeordnete Entscheidungsträger delegiert. Die Delegation führt zu einer geringeren Arbeitsbelastung bei den Delegierenden, doch muss der Erfolg bei den Delegierten kontrolliert werden. Management by Delegation ist der Kern des Harzburger Modells.

### Management by Motivation
Beim Management by Motivation steht die Motivation der Mitarbeiter durch den Vorgesetzten im Mittelpunkt. Dabei wird die Arbeitsaufgabe durch die Führungskraft so gestaltet, dass sich Mitarbeiter mit ihr und den Unternehmenszielen identifizieren können. Auf diese Weise kann eine hohe Arbeitsproduktivität und Arbeitszufriedenheit erreicht werden, weil die Erfüllung der Unternehmensziele gleichzeitig auch die persönlichen Ziele der Mitarbeiter erfüllt.

### Management by Objectives
Im Vordergrund steht beim Management by Objectives die Umsetzung der Unternehmensziele durch Zielvorgabe quantifizierter operationaler Ziele auf allen Stufen der Hierarchie. Dazu wird des grobe Unternehmensziel der Gewinnmaximierung in einer Abteilung beispielsweise auf eine Steigerung der Umsatzerlöse um 10 % operabel gemacht. Fokussiert wird auf die Zielorientierung bei der Erfüllung der Aufgaben, Kompetenzen und Verantwortung.

### Management by Participation
Das Management by Participation betont die Partizipation (Teilhabe) der Mitarbeiter durch Mitarbeiterbeteiligung am Führungs- und Entscheidungsprozess der Zielfindung sowie die Einbringung von Ideen (Ideenmanagement) und Anregungen (betriebliches Vorschlagswesen). Es wird davon ausgegangen, dass die Identifikation der Arbeitskräfte mit den Unternehmenszielen und den Produkten oder Dienstleistungen wächst, je mehr sie an der Formulierung der Ziele mitwirken können.

### Management by Results
Beim Management by Results (deutsch „Führung durch Ergebniskontrolle“) stehen die durch Zielvorgabe festgelegten Arbeitsergebnisse im Vordergrund. Es ähnelt dem – ebenfalls an Zielvorgaben orientierten – Management by Objectives. Während beim letzteren Ziele gesetzt werden, gibt es beim Management by Results die Vorgabe von Ergebnissen. Eine regelmäßige Kontrolle der Ergebnisse mit anschließender Abweichungsanalyse sind erforderlich, wobei sich die Bildung von Profitcentern lohnt.

### Management by System
Beim Management by System (deutsch „Führung durch Verfahrensweisen und Verfahrensordnung“) handelt es sich um ein Netzwerk von Verfahrenstechniken, die in einem Unternehmen zur Systematisierung verschiedener Unternehmens- und Geschäftsprozesse erforderlich sind. Das Konzept beruht der betriebswirtschaftlichen Systemtheorie; es wird angestrebt, eine möglichst hohe Selbstregulation der Subsysteme durch die Unterstützung verschiedener computergestützter Systeme zu erreichen (Totalmodell).

## Organisatorische Aspekte
Die erste entwickelte „Management-by“-Technik war das 1954 von Peter F. Drucker vorgestellte Management by Objectives. Sukzessive kam es zu weiteren Varianten, die ein bestimmtes Merkmal in den Vordergrund stellten. Zwischen den „Management-by“-Techniken gibt es mehrere Abhängigkeiten und Gemeinsamkeiten. Management by Objectives und Management by Results ähneln sich, Management by Delegation wiederum setzt Management by Objectives voraus.

## Abgrenzung
Am Beispiel des kooperativen Führungsstils mit seiner ausgesprochen hohen Interaktionsdichte zwischen Führungskraft und Mitarbeitern bzw. mit ihrer vergleichsweise hohen Wirkung auf die Motivation der Mitarbeiter sind die Begriffe wie folgt voneinander abzugrenzen:
- Der Führungsstil ist eine dauerhaft gezeigte, grundsätzliche Verhaltensweise einer Führungskraft gegenüber den Geführten.[26] Diese allgemeine Grundhaltung ist durch die Zusammenarbeit mit dem Mitarbeiter geprägt und grenzt sich damit eindeutig vom autoritären Stil ab.
- Die Führungstechnik umfasst Grundsätze bzw. Prinzipien in Form von „Management-by-Techniken“, beispielsweise Management by Objectives als Führung durch Zielvereinbarung. Die Beschreibung dieser Techniken beantwortet die Frage nach dem, „wie“ die Umsetzung der Führung erfolgt.
- Die Führungsinstrumente sind ein umfassender Ausdruck jener Mittel und Verfahren, die zur Beeinflussung des Mitarbeiterverhaltens eingesetzt werden können. Sie zeigen, „womit“ konkret geführt wird. In der Literatur wird seit langem eine große Vielfalt von Führungsinstrumenten dokumentiert.[27]

Allen drei Begriffen ist inhaltlich gemeinsam, dass sie im personalen Führungsprozess – vom Vorgesetzten ausgehend – als Inputfaktoren auf die Geführten einwirken. Alle drei Einflussfaktoren sind auf einen gemeinsam zu erzielenden Erfolg hin ausgerichtet.